# Hochheide
Hochheide är en bergstopp i Österrike. Den ligger i distriktet Liezen och förbundslandet Steiermark, i den centrala delen av landet. Toppen på Hochheide är 2 363 meter över havet.
Nordöst om toppen går bergskammen Schafzähne ut.
Närmaste större samhälle är Trieben, öster om Hochheide.
I omgivningarna runt Hochheide växer i huvudsak alpin tundra.